# Ochrotrichia oblongata
Ochrotrichia oblongata is een schietmot uit de familie Hydroptilidae. De soort komt voor in het Neotropisch gebied.